# Monsampietro Morico
Monsampietro Morico – miejscowość i gmina we Włoszech, w regionie Marche, w prowincji Fermo.
Według danych na styczeń 2009 gminę zamieszkiwało 717 osób przy gęstości zaludnienia 74,5 os./1 km².